# Волков, Антон Петрович
Антон Петрович Волков (1788—1859) — генерал-майор русской императорской армии, участник Наполеоновских войн.

## Биография
Родился 24 июля (4 августа) 1788 года (в Петербургском некрополе указана дата рождения 21 июля). Происходил из дворян Санкт-Петербургской губернии, сын капитана Кавалергардского полка, впоследствии коллежского советника, кавалера орденов святого Владимира 3-й степени и святой Анны 2-й степени Петра Васильевича Волкова (17.06.1757-07.04.1835) от брака с Екатериной Павловной урождённой Гурьевой (21.11.1763-13.01.1828). В семье было ещё три сына: Феодосий (1787—1848) — статский советник, унтер-шталмейстер; Николай (1789—07.02.1886) — полковник, Новгородский комендант, затем действительный статский советник, Новоладожский уездный предводитель дворянства; Михаил (1801 — после 27.07.1863) — полковник, генерал-майор в отставке.
Образование получил в Пажеском корпусе, из которого выпущен 23 февраля 1805 года прапорщиком в лейб-гренадерский полк.
В рядах лейб-гренадерского полка Волков в 1805 году принимал участие в походе против французов в Австрию и сражался при Аустерлице, затем он в 1806—1807 годах был кампании против французов в Восточной Пруссии и принимал участие в боях при Гуттштадте, Гейльсберге и Фридланде. В 1808—1809 годах Волков сражался со шведами в Финляндии.
По возвращении в Россию Волков был назначен служить по ведомству военных поселений, в 1814 году произведён в полковники и в 1823 году — в генерал-майоры.
19 декабря 1829 года Волков за беспорочную выслугу 25 лет в офицерских чинах был награждён орденом св. Георгия 4-й степени (№ 4323 по кавалерскому списку Григоровича — Степанова).
В отставку вышел в 1838 году (по данным С. В. Волкова) или в 1840 году (согласно Фрейману).
Был женат три раза: сначала — на дочери статского советника Анне Яковлевне Шнейдер, затем — на Елене Фёдоровне Падейской… Детей не имел.
Скончался 23 сентября (5 октября) 1859 года в Санкт-Петербурге, похоронен на Волковом православном кладбище вместе со 2-й женой, Еленой Фёдоровной.